# Municipio de Piran
Piran es un municipio de Eslovenia. En él se encuentra la localidad hómonima de Piran.

## Geografía
Tiene una superficie de 44 km² y en 2022 su población ascendía a unos 18 260 habitantes. Incluye las localidades de Piran, Portorož, Lucija, Seča, Parecag, Sečovlje, Dragonja, Nova vas nad Dragonjo, Padna, Strunjan y Sv. Peter.